# Феърфакс (окръг, Вирджиния)
Вижте пояснителната страница за други значения на Феърфакс.
Окръг Феърфакс (на английски: Fairfax County) е окръг в щата Вирджиния, Съединени американски щати. Площта му е 1054 km², а населението – 1 015 302 души. Административен център е град Феърфакс.